# دوجلاس بوردمان
دوجلاس بوردمان (بالإنجليزية: Douglass Boardman)‏ هو قاضي أمريكي، ولد في 31 أكتوبر 1822، وتوفي في 5 سبتمبر 1891 بسبب ذات الرئة.